# Keith Kissack
Keith Edward Kissack (18. listopadu 1913 – 31. března 2010) byl britský učitel a historik. Zabýval se zejména dějinami Monmouthu a Monmouthshiru. Od roku 1976 byl nositelem Řádu britského impéria v hodnosti člena (MBE).
Narodil se v Clunu ve Shropshiru a chodil do Durhamské školy, kde byl v letech 1931 a 1932 členem školního kriketového týmu. Později studoval na St Mark and St John's College v londýnském Chelsea, aby se stal učitelem. Po druhé světové válce, kde byl zraněn, pracoval jako učitel v Monmouthu, kde se také později stal ředitelem. Také byl aktivní v komunální politice v Monmouthu a také byl kurátorem Monmouthského muzea.
Výběr publikací:
- The Trivial Round: Life in Monmouth, 1830-1840 (1955)
- The Inns and Friendly Societies of Monmouth (s E.T.Daviesem, 1963, revised 1981)
- The Formative Years: the rise of Monmouth under its Breton lords, 1075-1257 (1969)
- Mediaeval Monmouth (1974)
- Monmouth: the Making of a County Town (1975)
- The River Wye (1978)
- The River Severn (1982)
- Victorian Monmouth (1984)
- Monmouth and its Buildings (1991, revidováno 2003)
- Haberdashers Monmouth School for Girls (1992)
- Monmouth School and Monmouth, 1614-1995 (1995)
- The Lordship, Parish and Borough of Monmouth (1996)
- The Schools in the Priory (1999)
- Home Front Monmouth (2000)
- Monmouth during the First War (s Betty Williamsovou, 2001)
- Monmouth Priory (s Davidem Williamsem et al., 2001)